# Gmina Rzeczenica
Die Gmina Rzeczenica ist eine Landgemeinde im Powiat Człuchowski der Woiwodschaft Pommern in Polen. Ihr Sitz ist das gleichnamige Dorf (deutsch Stegers, kaschubisch Réknicô).

## Geographie
Rzeczenica liegt in Hinterpommern, etwa 20 Kilometer nordwestlich der Kreisstadt Człuchów (Schlochau). Die Fläche der Landgemeinde Rzeczenica beträgt 274,9 km². Das Gemeindegebiet wird von zahlreichen kleinen Flüssen durchzogen, u. a. Biała (Ballfließ), Chechlo (Höllenfließ) und Czernica (Zahne). Ihre Westgrenze ist zugleich die Grenze zum Powiat Szczecinecki und zur Woiwodschaft Westpommern.
Nachbargemeinden sind:
- Czarne (Hammerstein), Człuchów (Schlochau), Koczała (Flötenstein) und Przechlewo (Prechlau) im Powiat Człuchowski,
- Biały Bór (Baldenburg) und Szczecinek (Neustettin) im Powiat Szczecinecki.

## Geschichte
Bis 1998 gehörte die Landgemeinde zur Woiwodschaft Słupsk.

## Gliederung
Zur Landgemeinde Rzeczenica gehören 26 Ortschaften, die sieben Dörfern mit Schulzenämtern zugeordnet sind:
Schulzenämter
| - Breńsk (Brenzig) - Brzezie (Eickfier) - Gwieździn (Förstenau) - Międzybórz (Wehnershof) | - Olszanowo (Elsenau) - Pieniężnica (Penkuhl) - Rzeczenica (Stegers). |

Weitere Ortschaften
Bagnica (Auergrund), Cierniki (Petershof), Dzików (Lustingshof), Garsk (Gertzberg), Gockowo (Gotzkau), Grodzisko (Rittersberg), Iwie (Ibenwerder), Jelnia (Georgenhütte), Jeziernik (Seemühle), Knieja, Lestnica (Neusorge), Łuszczyn, Przeręba (Georgenhütte), Przyrzecze (Dickhof), Sporysz (Zanderbrück), Trzmielewo (Stremlau), Zadębie, Zalesie (Richenwalde) und Zbysłaiwec (Karlshof).

## Verkehr
Durch den Nordosten der Gmina Rzeczenica verläuft die verkehrsreiche Landesstraße DK 25, die Pommern mit Schlesien verbindet. Im westlichen Gemeindegebiet stellt die Woiwodschaftsstraße DW 202 die Verbindung über Czarne (Hammerstein) und bis nach Szczecinek (Neustettin) her. Die weiteren Orte sind durch kleinere Nebenstraßen und Landwege miteinander verbunden.
Die Eisenbahnstrecke 405 Piła (Schneidemühl) – Ustka (Stolpmünde) streift im äußersten Nordwesten das Gemeindegebiet, allerdings ohne eine Bahnstation. Die Gmina Rzeczenica ist auf die Bahnstation in der Nachbarstadt Czarne (Hammerstein) angewiesen, die an der Strecke 210 Chojnice (Konitz) – Runowo Pomorskie (Ruhnow) liegt.